# Holodontium
Holodontium là một chi rêu trong họ Dicranaceae.